# Helmtrud von Heerse
Helmtrud von Heerse (* um 900 in Heerse, heute Neuenheerse; † 30. Mai um 950) war Stiftsdame im Damenstift Heerse und verbrachte einen Teil ihres Lebens als Inklusin auf der Iburg bei Bad Driburg. Sie wird in der katholischen Kirche als Heilige verehrt.

## Leben
Über ihr Leben ist wenig bekannt. Diverse Quellen nennen Helmtrud als Einsiedlerin in Heerse. Neuere Untersuchungen finden jedoch Belege für die Inklusinnenzeit auf der Iburg (Bad Driburg).

## Helmtrud und die Ursula-Legende
In der Leidensgeschichte der heiligen Ursula wird davon berichtet, dass eine der Gefährtinnen Ursulas, die heilige Cordula, einer frommen Inklusin namens Helentrud aus Heerse erschienen sei, um diese über ihr eigenes Martyrerschicksal zu informieren, und sie beauftragte, den Frauen, die in Köln am Grab der hl. Jungfrauen wachen, Kunde davon zu bringen und sie zu weisen, ihrer (der hl. Cordula) am Tage nach der hl. Ursula (also 22. Oktober) zu gedenken. Daraufhin wurde dieser Gedenktag dann eingeführt, was auf Bedeutung und Glaubwürdigkeit Helmtruds hinweist.